# 布勞爾維爾
布勞爾維爾（英語：Browerville）是一个美國城市，位於明尼苏达州托德县。根據2010年的人口普查，當地人口為790人。

## 地理
根据美国人口普查局，该城市的总面积為1.06平方英里（2.75平方）。